# Blockhusudden
För fyren, se Blockhusudden (fyr).

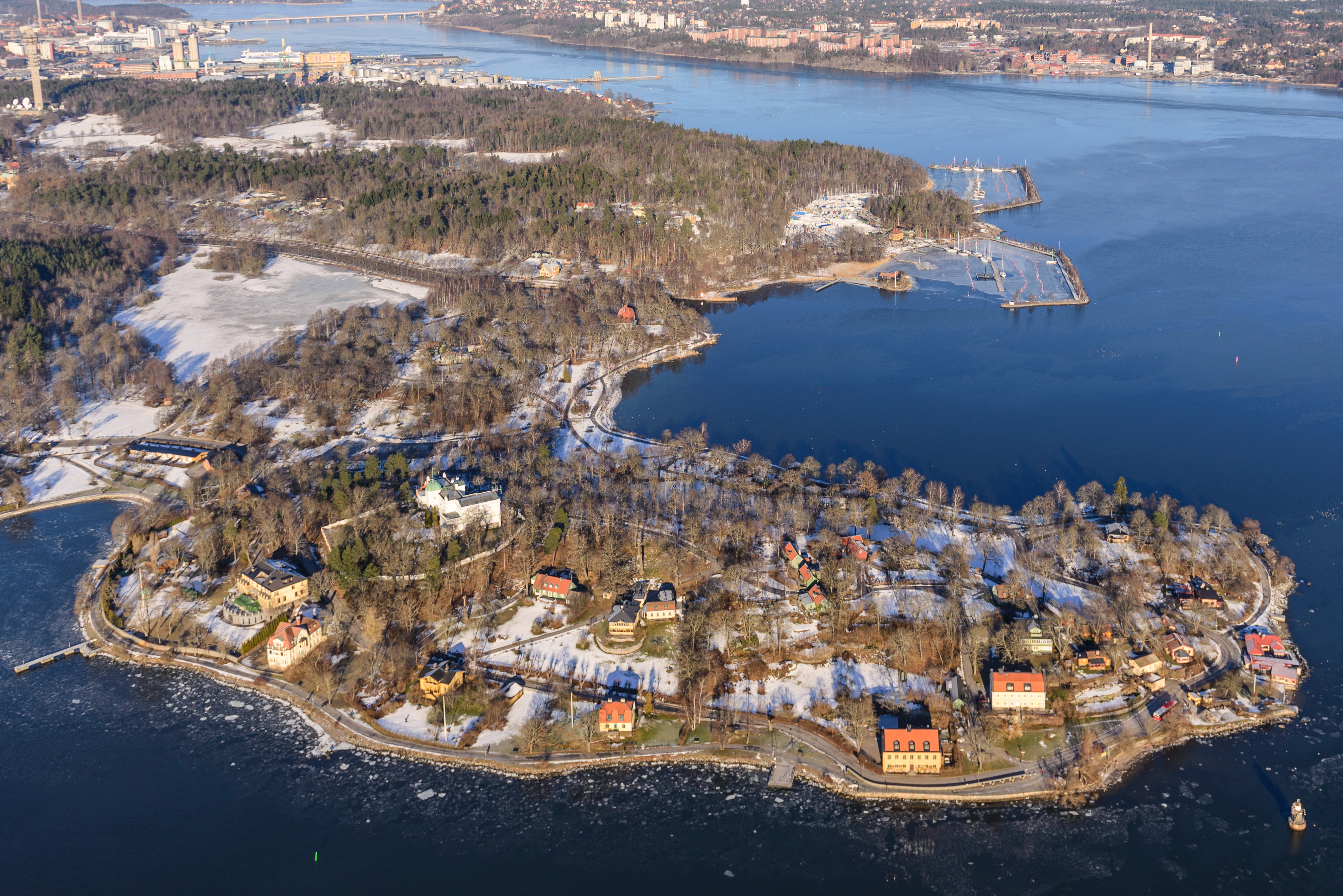
Blockhusudden i februari 2013.

Blockhusudden är den östligaste udden av Djurgården i Stockholm. Udden begränsas i norr av Isbladsviken, i öster av Lilla Värtan och i söder av Stockholms inlopp.

## Historik

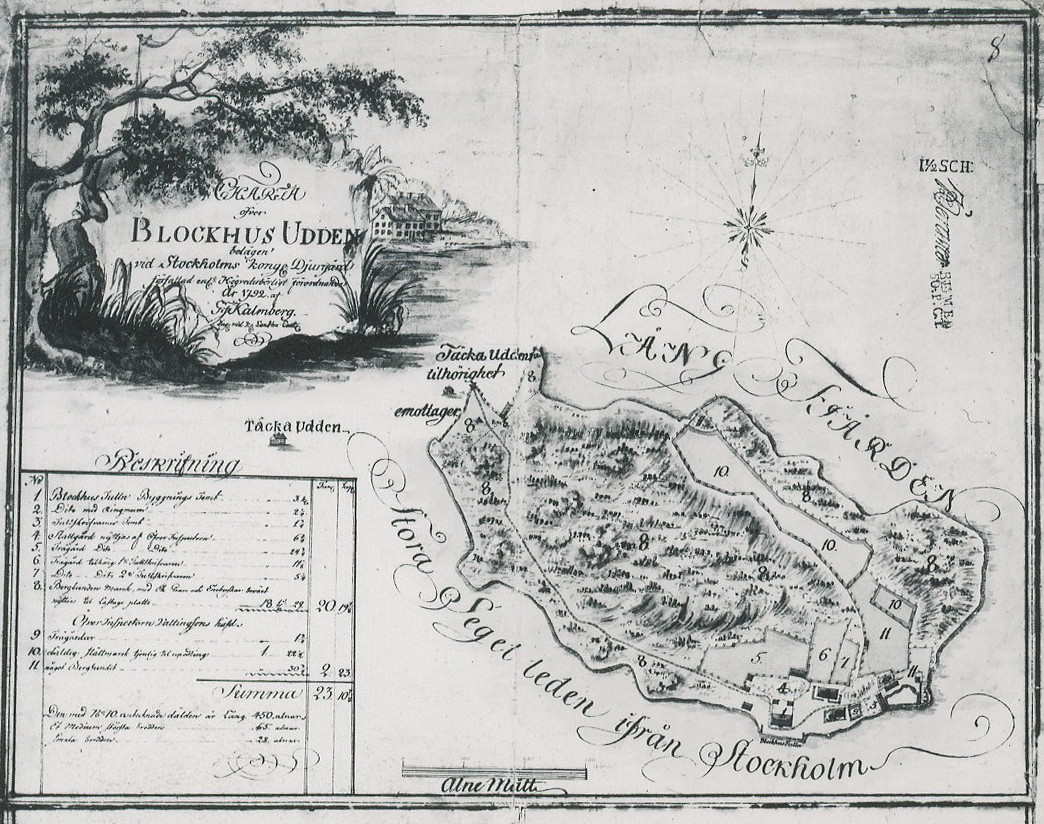
Karta över Blockhusudden, 1792.

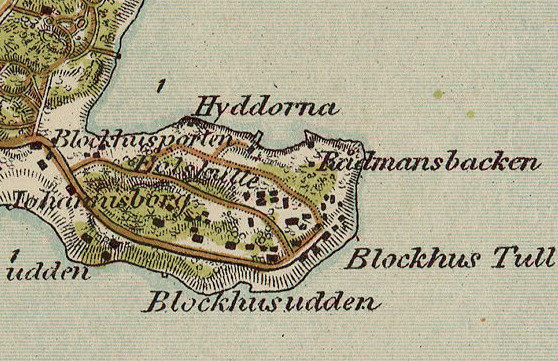
Blockhusudden 1861

På medeltiden var Blockhusudden en ö och helt omfluten av Östersjöns vatten. Sundet mellan dagens Blockhusudden och Södra Djurgården gick ungefär där Thielska galleriet har sin parkeringsplats. På grund av den postglaciala landhöjningen blev holmen till en udde. 
Under Gustav Vasas tid låg här ett blockhus till försvar av Stockholms inlopp. På "Utdrag af Charta år 1791" över Kungliga Djurgården kallas platsen Blåkhusudden. Vid uddens sydsida fanns tullstationen Stora sjötullen från 1600-talet till 1881.

## Byggnader
Utöver tullhusen var Blockhusudden obebyggd in på 1800-talets början. En av de första som bosatte sig på udden och Eolskulle var tullinspektören J.C. Middendorff, som 1806 fick en stor tomt och lät bygga ett mindre bostadshus med separat köksflygel. Högst upp på Blockhusudden lät bankiren och konstsamlaren, Ernest Thiel, bygga 1905 Villa Eolskulle, mera känd som konstmuseet Thielska galleriet. Till arkitekt anlitade Thiel Ferdinand Boberg.
Den östra delen av Blockhusudden kallas Plommonbacken med sommarnöjen från 1700-talets slut och 1800-talets början. Bland äldre bebyggelse märks även villorna Johannisberg från 1810, Villa Ekudden från 1874 och Eolslund från 1907. På udden befinner sig även sommarkaféet Café Blockhusporten med en vidsträckt utsikt över Saltsjön och Nacka Strand. Mitt i Stockholms inlopp står  Gustaf Daléns första fyr med den så kallade solventilen från år 1912. Fyren är numera elektrifierad.

## Kommunikationer
Sedan december 2019 går SL:s busslinje 67 till Blockhusudden från Odenplan, Tekniska högskolan, Stadion och Karlaplan. Innan dess gick SL:s busslinje 69 dit från Centralen. Även båtlinjen Sjövägen går till Blockhusudden.

## Bilder

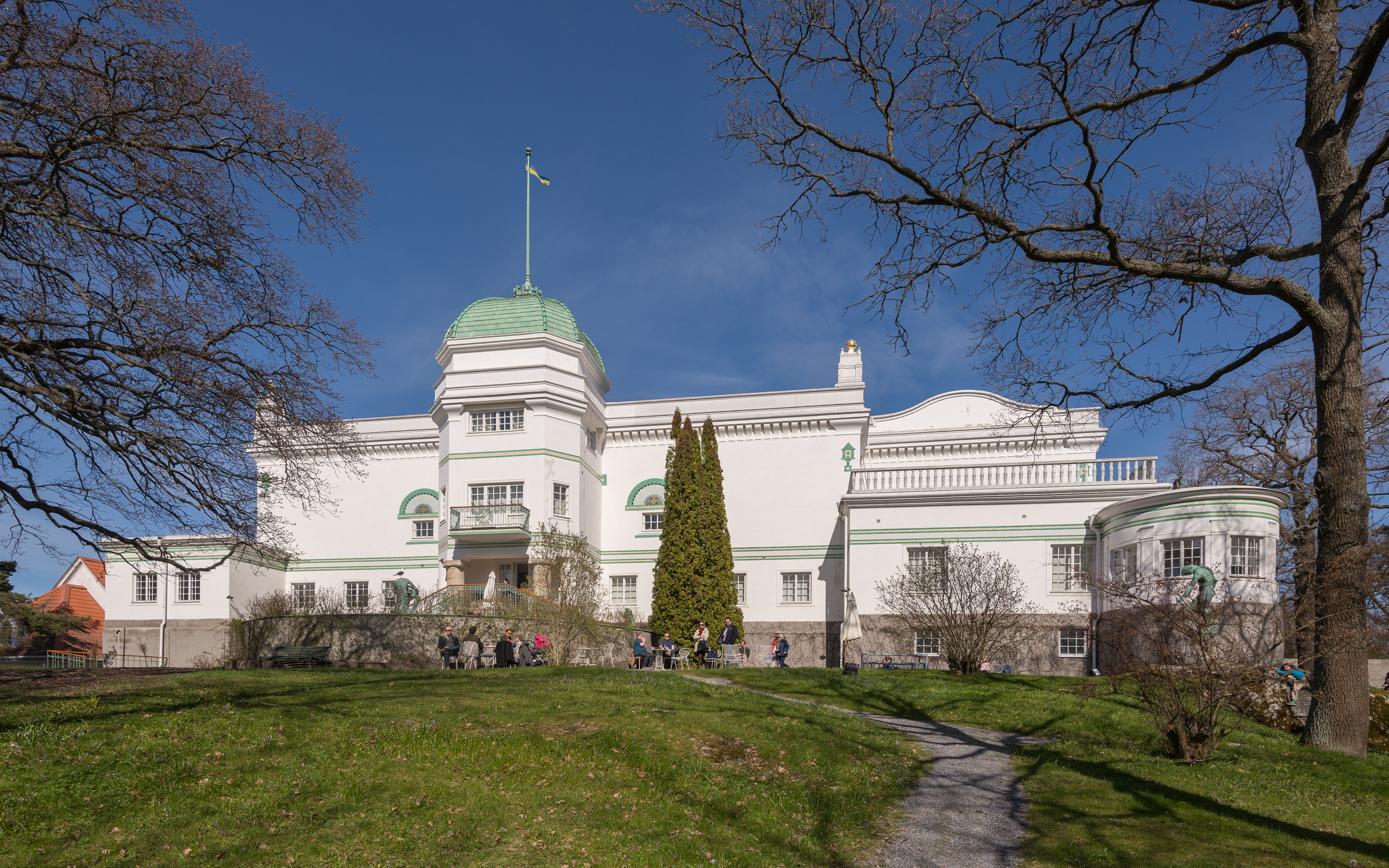
Thielska galleriet
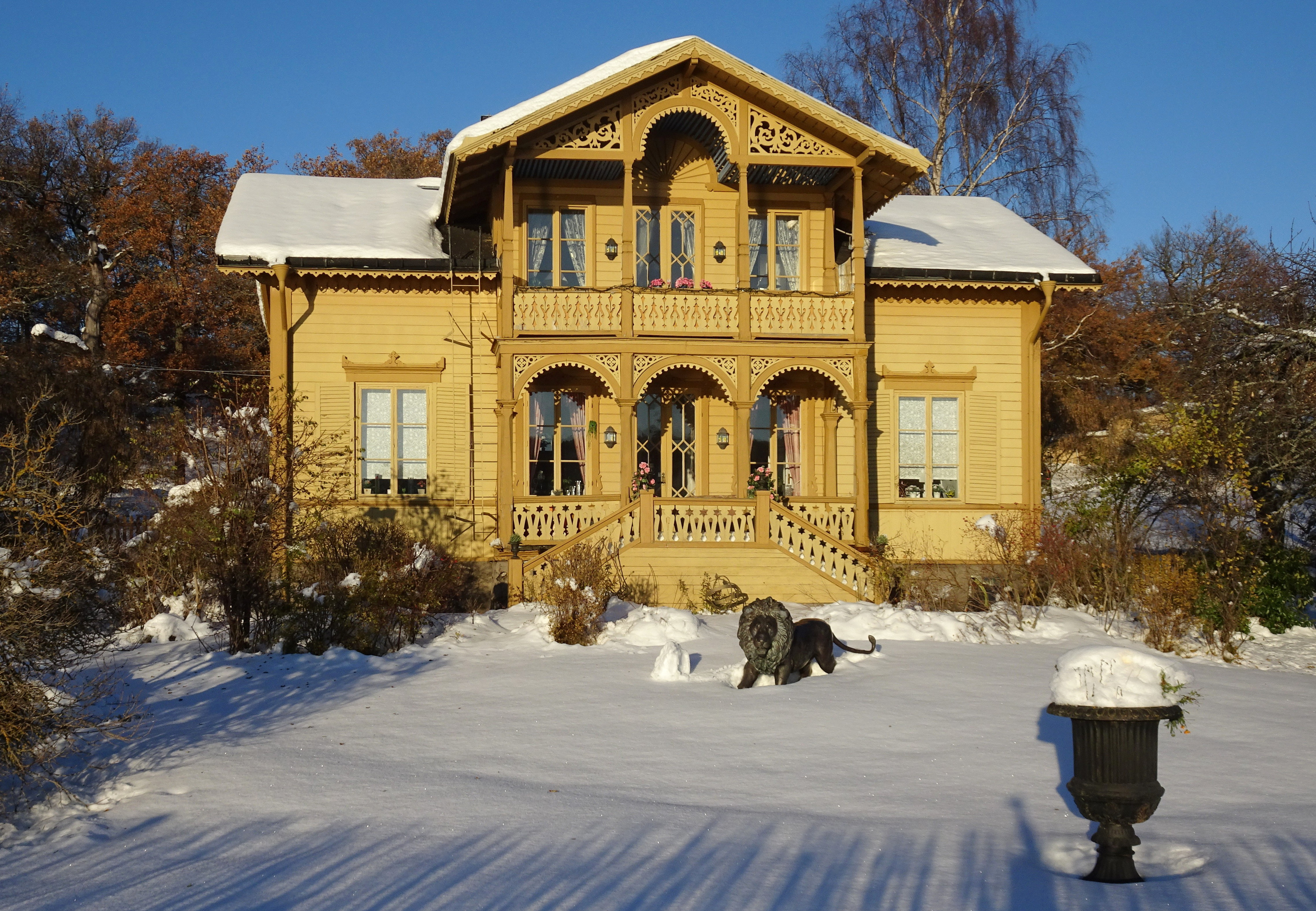
Villa Eolslund
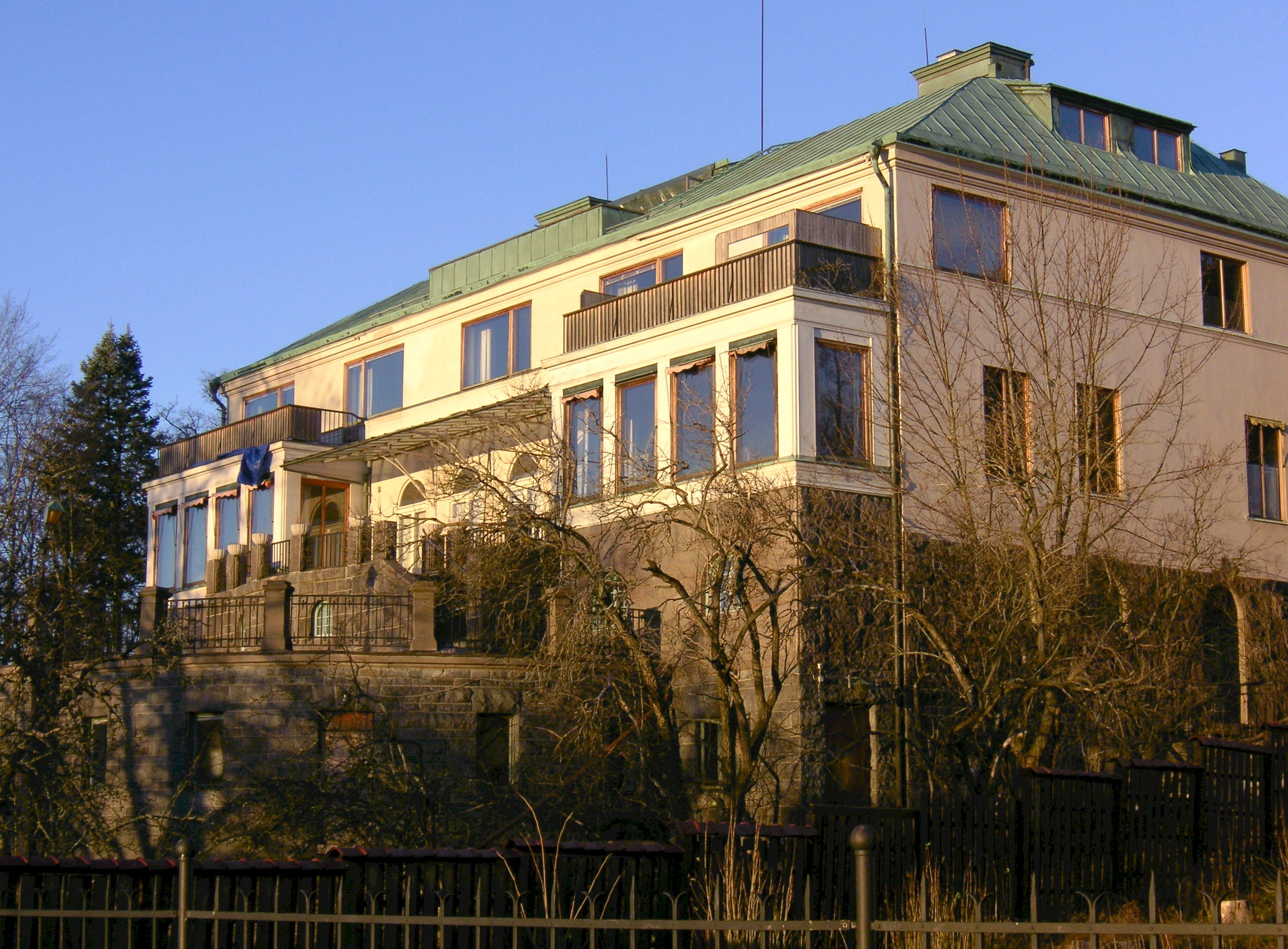
Villa Ekudden
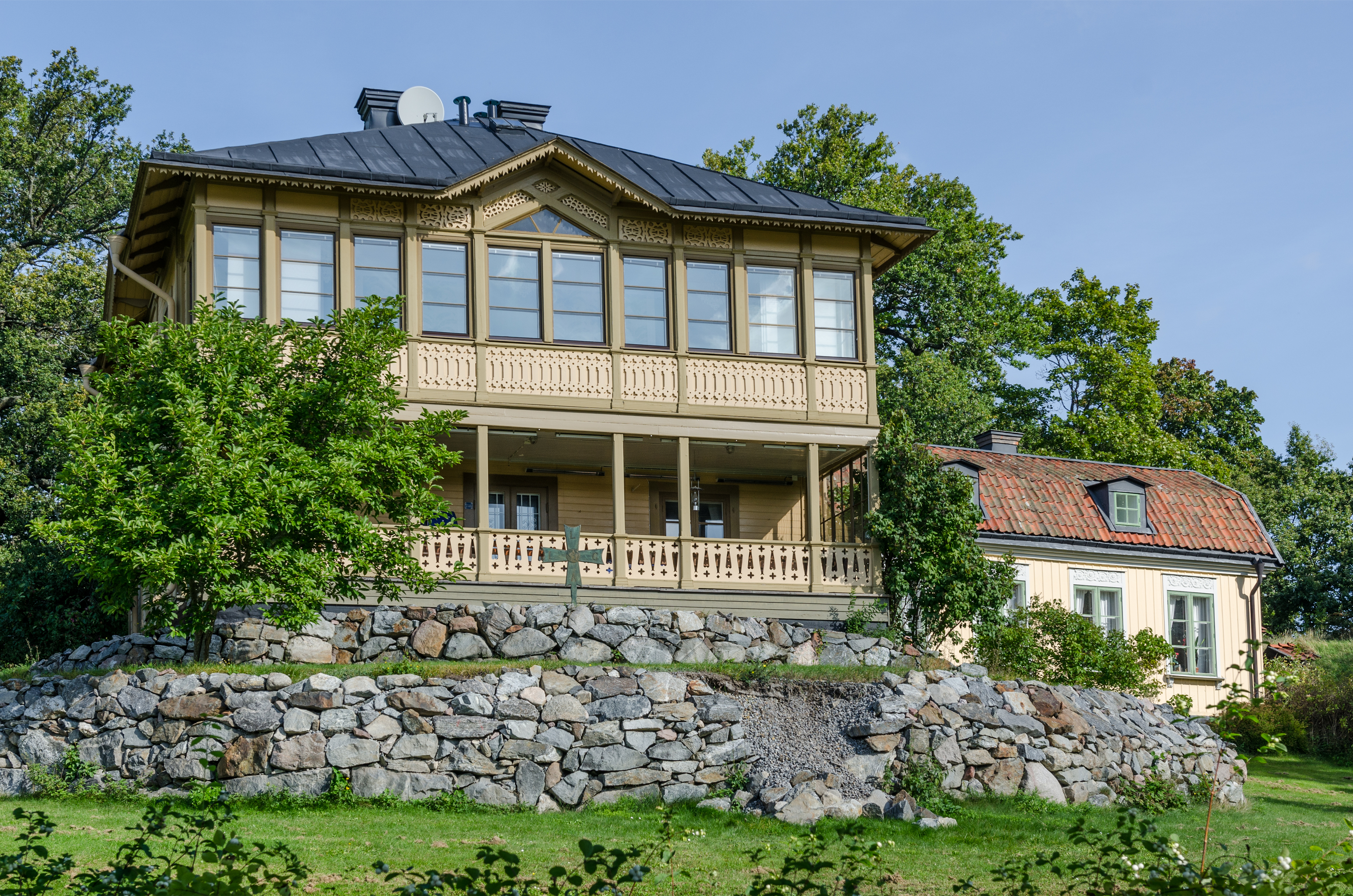
Villa Johannisberg
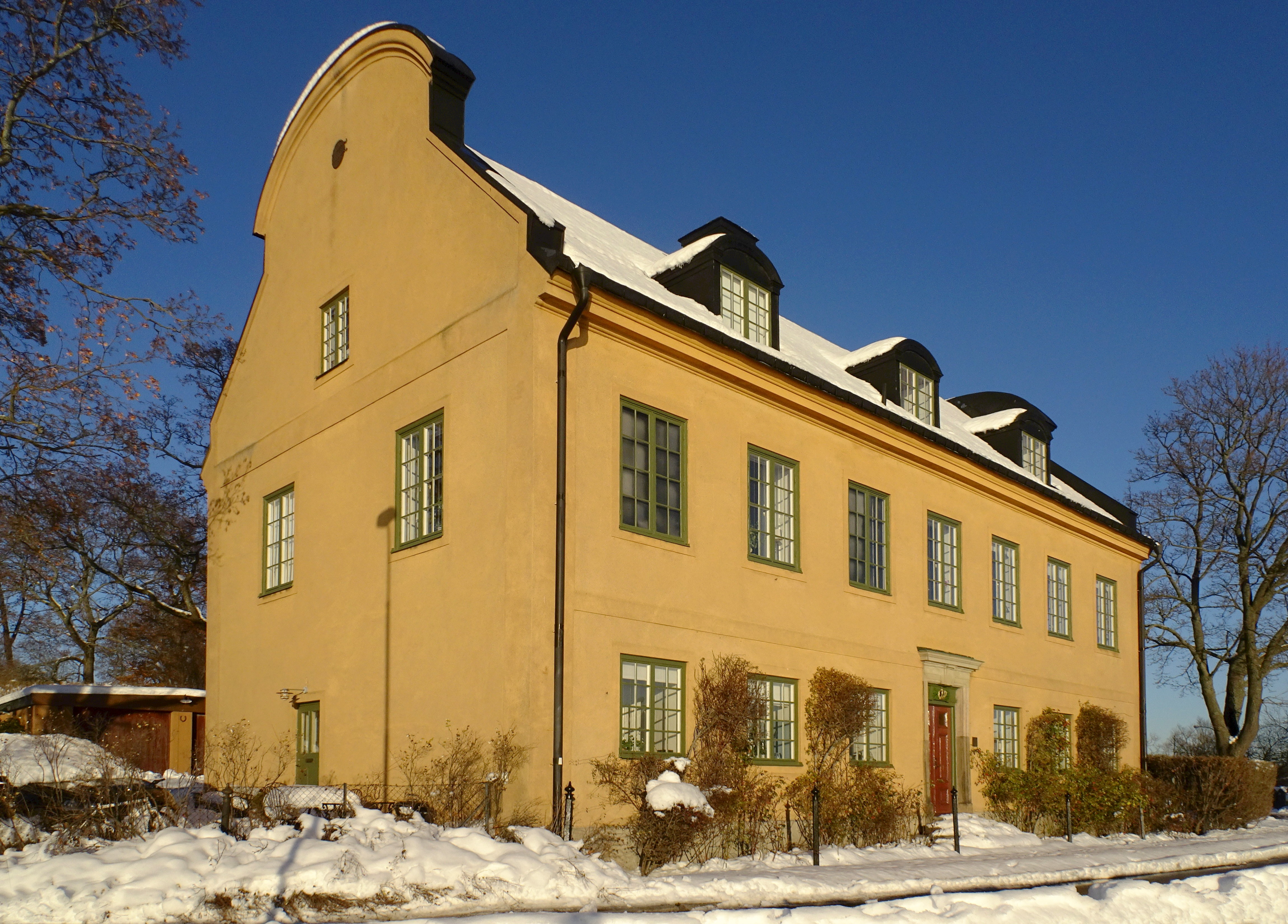
Stora Sjötullen
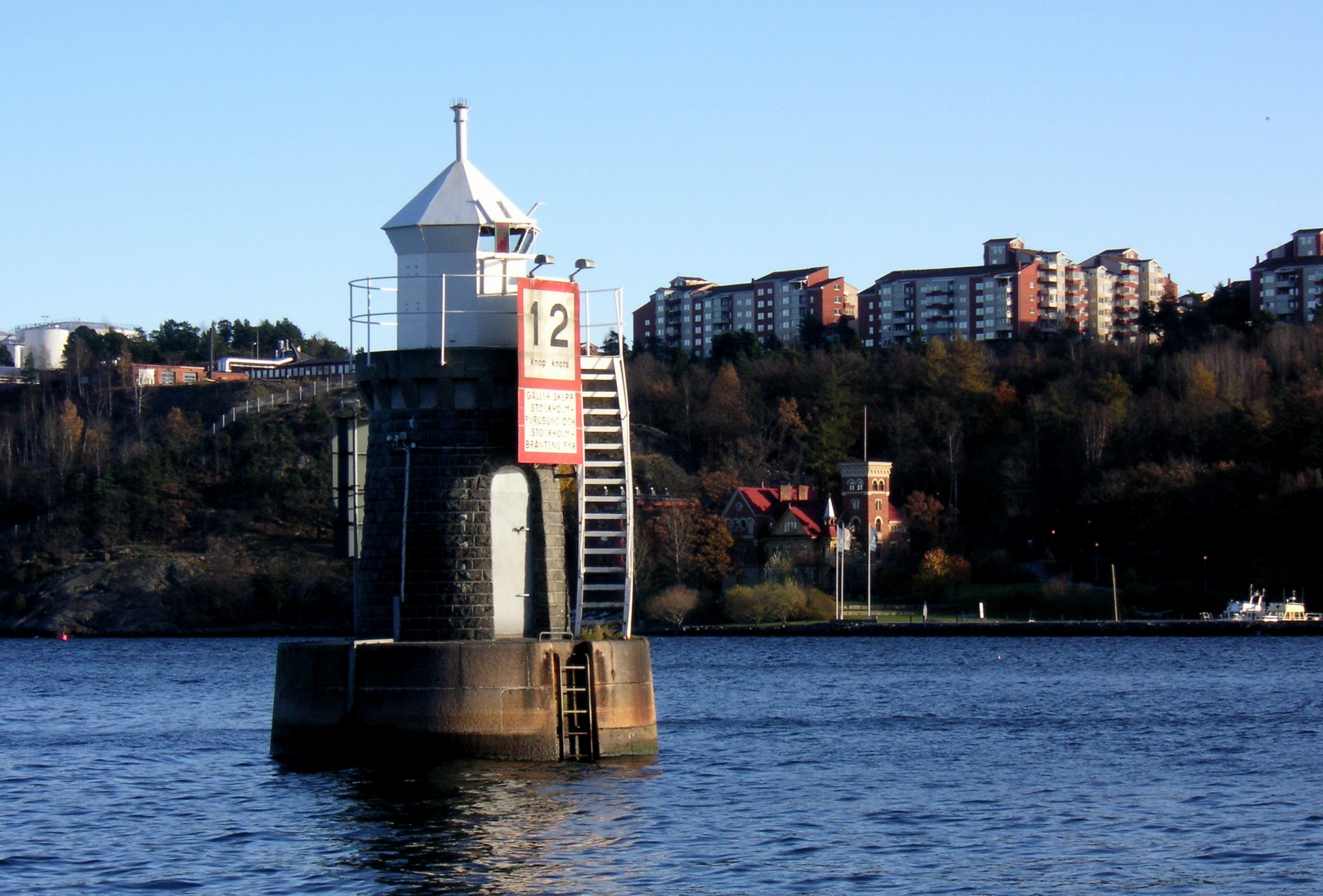
Blockhusuddens fyr